# Współczynnik urodzeń

Współczynniki urodzeń państw świata w roku 2017

Współczynnik urodzeń (współczynnik rodności) – w demografii niemianowany współczynnik określający liczbę urodzeń żywych na 1000 mieszkańców i rok.
{\displaystyle wsp.ur.={\frac {Ur.zywe}{L.ludnosci}}1000}
Liczba ta jest podawana w promilach, a nie procentach, przy czym
Ur.zywe – liczba żywych urodzeń w odpowiednim roku
L.ludnosci – liczba ludności przeciętna lub w środku roku.
Tego typu wskaźnik może zostać obliczony nie tylko dla całej populacji, ale także dla pewnej kohorty społecznej.